# Ernest Desjardins
Ernest Desjardins (født 30. september 1823 i Noisy-sur-Oise, død 22. oktober 1886 i Paris) var en fransk oldgransker, bror til Abel Desjardins.
Desjardins studerede klassiske sprog og historie i Paris, blev lærer i historie ved forskellige franske 
latinskoler, forflyttedes 1856 til Paris og blev 1861 udnævnt til professor i geografi ved École normale, 
siden tillige professor og underdirektør ved École des hautes études; 1875 blev han medlem af
instituttet og endelig 1881 Léon Réniers efterfølger som professor i romersk arkæologi ved 
Collège de France. D. foretog med statsunderstøttelse flere rejser til Italien, Ungarn,
Donau-fyrstendømmerne og til Østerlandene, særlig for at studere og aftegne mindesmærker fra romertiden,
afskrive indskrifter o. desl. 1854 udgav han Essai sur la topographie du Latium og 1855
Voyage d'Horace à Brindes; 1857 overdroges det ham at redigere beretningerne om møderne
i Académie des inscriptions; 1866 udg. D. Aperçu historique sur les embouchures du Rhône (med
15 Kort), der prisbelønnedes af Akademiet; 1874 -75 Desiderata du Corpus inscriptionum
latinarum de l'Académie de Berlin, tillæg og rettelser til Berlin-akademiets store latinske
indskriftsamling. Da Ungarns Videnskabernes Akademi vilde udgive Nationalmuseets romerske
mindesmærker og indskrifter, valgte det D. til dets udgiver: Acta Musei Nationalis Hungarici,
Monuments épigraphiques du Musée national hongrois (1873). Hans hovedværker er Géographie
historique et administrative de la Gaule Romaine (5 Bd, 1876-94; sidste bind udg. efter hans Død)
og La Table de Peutinger (1869-76). D. har også skrevet artikler i Revue des deux mondes
og i mange videnskabelige tidsskrifter; anonymt udgav han 1869 Guide dans l'Égypte ancienne et moderne.